# Гулзар, Ракхи
Ра́кхи Гулза́р (бенг. রাখী গুলজার, англ. Raakhee (или Rakhi) Gulzar; род. 15 августа 1947 года, Ранагхат, Бенгалия, Индийский Союз) — индийская актриса

, снимавшаяся, в основном, в фильмах на хинди. В течение пятидесяти лет приняла участие в около 100 фильмах. Лауреат Национальной кинопремии Индии и Filmfare Awards за лучшую женскую роль и лучшую женскую роль второго плана. Номинировалась на Filmfare 16 раз, что делает её наиболее номинируемой актрисой в женских игровых категориях. Награждена одной из высших гражданских государственных наград Индии Падма Шри.

## Биография
Ракхи родилась в семье брахманов бенгальского происхождения в городе Ранагхат (ныне округ Надия, Западная Бенгалия) 15 августа 1947 года через несколько часов после объявления независимости Индии. Образование она получила в местной школе для девочек.
У её отца был процветающий бизнес в родной деревне, отошедшей Восточному Пакистану (ныне Бангладеш) после раздела Британской Индии, что заставило его бежать в Западную Бенгалию. Его сестра и другие члены семьи предпочли перейти в ислам и остаться в родных местах.
Когда Ракхи было 16 лет, её выдали замуж за бенгальского режиссёра Аджоя Бисваса, однако спустя пару лет супруги развелись. После этого, чтобы прокормить себя, она устроилась помощницей к известной бенгальской актрисе Сандхье Рой. Сниматься в кино Ракхи также начала, чтобы заработать. Сандхья помогла ей сделать первые шаги в кино. Вместе они снялись в одном из первых фильмов Ракхи — «Baghini».
Второй раз Ракхи вышла замуж 15 мая 1973 года за режиссёра, поэта и лирика Сампурана Сингха Гулзара. 13 декабря 1973 года у них родилась дочь Мегна. Через год после этого супруги разъехались, что связывают с решением Ракхи вернуться в кинематограф. Мегна осталась жить с отцом, пока ей не исполнилось 11 лет, затем она переехала к матери. Сейчас Мегна занимается режиссурой и вместе с мужем Говиндом Сандху воспитывает сына Самая.
Ракхи Гульзар на данный момент проживает на своей ферме в Панвеле. Она также владеет домом в Бандре, Мумбаи. В будущем Ракхи планирует написать автобиографию.

## Карьера
Впервые Ракхи появилась на экранах в двадцать лет в бенгальском фильме Badhu Baran (1967). Её дебютом в Болливуде стала главная роль в фильме «Разрушенная жизнь» (1970) в паре с Дхармедрой.
Уже через год ей досталась двойная роль в фильме «Скромница», где она сыграла сестёр-близнецов: застенчивую и тихую Канчан и весёлую и игривую Камини. Герой её партнера по фильму Шаши Капура влюбляется в одну из сестёр, но в результате подлога женится на другой. А сёстрам, обеим любящим героя Шаши, по ходу фильма приходится притворяться друг другом. Фильм имел успех в прокате и собрал 2,6 крор (26 млн рупий) в кассе. В том же году вышли «Красный камень» и Paras, которые также снискали популярность, что утвердило за Ракхи статус главной ведущей героини в кино на хинди. В это же время у неё была небольшая роль в фильме «Решма и Шера», снятом в эстетике спагетти-вестерна и произведшим фурор на Берлинском кинофестивале 1972 года.
В 1972 году вышло сразу десять фильмов с участием Ракхи. В следующем она сыграла вместе с Шармилой Тагор и Раджешем Кханна в фильме «Камень на сердце». Фильм рассказывает о мужчине, который, пытаясь начать новую жизнь, женится на женщине с ребёнком, будучи при этом уже женатым на другой. Роль Ракхи была второстепенной, однако именно её исполнение было отмечено сразу несколькими наградами, в том числе Filmfare Awards и премией ассоциации бенгальских журналистов (англ. BFJA Awards). Помимо «Камня на сердце» режиссёр Яш Чопра сделал ещё 4 фильма с участием Ракхи Гулзар. Впервые они начали работать вместе в 1972 году над фильмом «В пламени страстей», где в главной роли был Дев Ананд. Уже после её свадьбы Чопра пригласил Ракхи в «Любовь – это жизнь». Он же настоял, чтобы она согласилась на роль в фильме «В тени прошлого», где Чопра выступал в качестве продюсера.
Вернувшись в кинематограф после расставания со вторым мужем, Ракхи достигла кульминации своей карьеры с фильмом Tapasya, где она сыграла самоотверженную старшую сестру целого выводка младших братьев и сестёр. Этот фильм принёс ей её единственную Filmfare Award за лучшую женскую роль. Для съёмок актриса научилась модулировать голос, придавая ему хриплый тембр, что привело к сравнениям с Миной Кумари. В это же время у Ракхи, как и у Мины, начались проблемы с алкоголем.
Примечательно, что за всю свою жизнь Ракхи всего дважды работала над фильмами вместе со своим мужем. Первым из них был «Призрачное счастье» по сценарию Гулзара, где она играет женщину по имени Шарда, вернувшуюся домой после лечения в психиатрической больнице. Родные Шарды по совету доктора всеми силами пытаются воссоздать обстановку, которая была в доме раньше. Но постепенно перед героиней раскрывается, что она отсутствовала 15 лет, а за это время её сын вырос, муж женился снова на её же младшей сестре, и они счастливо растят уже своего ребёнка. Тогда, чтобы не быть обузой и не мешать счастью родных людей, Шарда имитирует безумие и возвращается в лечебницу уже навсегда. Героиня «Призрачного счастья» — не молоденькая красотка, а мать взрослого сына, но Ракхи была уже больше похожа на почтенную матрону, чем на юную девушку. К этому времени возраст и злоупотребление спиртным оказали влияние на внешний вид актрисы, придав её фигуре грузность, а лицу — одутловатость. Она всё меньше соответствовала стандартам красоты, предъявляемым к ведущим актрисам Болливуда. В итоге в 1985 году Ракхи в последний раз сыграла главную роль в фильме «Тающие облака». За год до этого она снялась в фильме «Парома» Апарны Сен, где сыграла замужнюю женщину, которая увлекается молодым фотографом, что принесло ей вторую BFJA Award уже за ведущую женскую роль.
Из актёров наиболее часто Ракхи работала с Шаши Капуром. В качестве экранной пары они появились в 10 фильмах, включая «Скромницу» (1971), «Любовь – это жизнь» (1976), «В тени прошлого» (1977), «Непонимание» (1978), «Призрачное счастье» (1981), «Кровное родство»  (1983), «Великая сила любви» (1984) и «Тающие облака» (1985). Также они вместе принимали участие в Ek Do Teen Chaar, который так и не вышел в прокат. Другим её частым партнером был Амитабх Баччан, в паре с которым она сыграла в «Любовь – это жизнь», «Трезубец бога Шивы» (1978), «Владыка судьбы» (1978), «Клятвы и обещания» (1978), «Возмездие» (1979), «Черный камень» (1979), «Одна дождливая ночь» (1981) и «Несравненный» (1982). Сама Ракхи признаётся, что поначалу ей было неловко играть романтические сцены с Амитабхом, так как их семьи были уже давно знакомы, и Баччаны даже называли Ракхи «невесткой». С другой стороны, они редко составляли обычную экранную пару, в нескольких совместных фильмах героини Ракхи в итоге выходили замуж за других мужчин. Впоследствии Ракхи довелось сыграть мать Амитабха в фильмах «Сирота» и «Шакти», будучи при этом на 5 лет младше него.
В первый раз Ракхи появилась на экранах в роли матери в фильме 1981 года «Рокки», в котором состоялся дебют Санджая Датта. Согласиться на эту роль её попросила Наргис, которая не могла сняться вместе с сыном из-за ухудшившегося здоровья. В конце 1980-х и 1990-х годах Ракхи играла сильные характерные роли пожилых матерей, потерявших своих сыновей, и ожесточенных вдов, чьи мужья погибли от рук безжалостных злодеев, в ряде коммерчески успешных фильмов, в том числе: «Рам и Лакхан» (1989), «Игра со смертью» (1993), «Злодей» (1993), «Каран и Арджун» (1995) и «Граница» (1997). Единственный раз за период своего экранного материнства она изобразила мать дочери, а не сына, в фильме «Сердечная привязанность» 2003 года.
Её последним фильмом был Shubho Mahurat (2003), основанный на романе Агаты Кристи «И, треснув, зеркало звенит…». Прототипом героини Ракхи стала Мисс Марпл. Этот фильм принёс ей Национальную кинопремию за лучшую женскую роль второго плана. После этого Ракхи оставила кинематограф. В 2011 году она ненадолго вернулась, чтобы принять участие в съёмках бенгальского фильма Mukti.

## Фильмография
В фильмографию не включена часть фильмов, не имеющая названия на русском языке.

| Год  |   | Русское название                     | Оригинальное название        | Роль                          |
| ---- | - | ------------------------------------ | ---------------------------- | ----------------------------- |
| 1967 | ф | —                                    | Badhu Bharan                 |                               |
| 1970 | ф | Разрушенная жизнь                    | Jeevan Mrityu                | Дипа                          |
| 1971 | ф | Красный камень                       | Lal Patthar                  | Сумита                        |
| 1971 | ф | Скромница                            | Sharmeelee                   | близнецы Камини и Канчан      |
| 1971 | ф | Честь и любовь                       | Paras                        | Барха Сингх                   |
| 1972 | ф | Сын и пасынок                        | Aankhon Aankhon Mein         | Парвати                       |
| 1972 | ф | Решма и Шера                         | Reshma Aur Shera             | жена Гопала                   |
| 1972 | ф | —                                    | Be-Imaan                     | Сапна                         |
| 1972 | ф | Все люди - братья                    | Sub Ka Saathi                | Рози                          |
| 1972 | ф | Кровные узы                          | Aan Baan                     | Рекха                         |
| 1972 | ф | После свадьбы                        | Shaadi Ke Baad               | Шобха                         |
| 1972 | ф | Принц                                | Shehzada                     | Чанда                         |
| 1973 | ф | Я родом из Бенареса                  | Banarasi Babu                | Нила                          |
| 1973 | ф | Камень на сердце                     | Daag: A Poem of Love         | Чандни                        |
| 1973 | ф | В пламени страстей                   | Joshila                      | Сапна                         |
| 1973 | ф | В поисках любви...                   | Heera Panna                  | Рима Сингх                    |
| 1973 | ф | Шантаж                               | Black Mail                   | Аша Мехта                     |
| 1974 | ф | 27-й экспресс                        | 27 Down                      | Шалини                        |
| 1976 | ф | Любовь – это жизнь                   | Kabhi Kabhie - Love Is Life  | Пуджа Кханна                  |
| 1976 | ф | —                                    | Tapasya                      | Индрани Синха                 |
| 1977 | ф | В тени прошлого                      | Doosara Aadmi                | Ниша                          |
| 1978 | ф | Клятвы и обещания                    | Kasme Vaade                  | Суман                         |
| 1978 | ф | По закону чести / Трезубец бога Шивы | Trishul                      | секретарь Гита                |
| 1978 | ф | Непонимание                          | Trishna                      | Арти Гупта                    |
| 1978 | ф | Владыка судьбы                       | Muqaddar Ka Sikandar         | Камна                         |
| 1979 | ф | Возмездие                            | Jurmana                      | Рама Шарма                    |
| 1979 | ф | Черный камень                        | Kaala Patthar                | доктор Судха Сен              |
| 1980 | ф | Взгляд с небес                       | Lootmaar                     | Ракша Бхагат                  |
| 1980 | ф | Край сари                            | Aanchal                      | Шанти                         |
| 1980 | ф | Красивая жизнь                       | Shaan                        | Шитал Кумар                   |
| 1981 | ф | Одна дождливая ночь                  | Barsaat Ki Ek Raat           | Раджни                        |
| 1981 | ф | Рокки                                | Rocky                        | Парвати                       |
| 1981 | ф | Сирота                               | Laawaris                     | Видайя                        |
| 1981 | ф | Призрачное счастье                   | Baseraa                      | Шарда Балрадж Кохли           |
| 1981 | ф | Дым                                  | Dhuaan                       | Гаятри Саксена                |
| 1982 | ф | Несравненный                         | Bemisal                      | Кавита Чатурдеви (Сакхи)      |
| 1982 | ф | Муж и жена                           | Shriman Shrimati             | Шримати Парвати Деви          |
| 1982 | ф | Клятва молодости                     | Yeh Vaada Raha               | Шарда Рай Бахадур             |
| 1982 | ф | Шакти                                | Shakti                       | Шитал                         |
| 1983 | ф | Кровное родство                      | Bandhan Kuchchey Dhaagon Ka  | Бхавна                        |
| 1984 | ф | Великая сила любви                   | Zameen Aasmaan               | миссис Гойял                  |
| 1984 | ф | Парома                               | Paroma                       | Парама                        |
| 1984 | ф | Золотая медаль                       | The Gold Medal               | Шоба                          |
| 1984 | ф | Приёмный сын                         | Anand Aur Anand              | миссис Варша Арун Ананд *     |
| 1984 | ф | Сахиб                                | Saaheb                       | Суджата Шарма                 |
| 1985 | ф | Тающие облака                        | Pighalta Aasman              | Арти Сингх Ратход             |
| 1986 | ф | История жизни                        | Zindagani                    | Сумитра Деви                  |
| 1987 | ф | Бандит                               | Dacait                       | мать Арджуна                  |
| 1988 | ф | Братья                               | Falak (The Sky)              | Дурга Верма                   |
| 1988 | ф | Воссоединение                        | Sagar Sangam                 | Ганга Деви                    |
| 1989 | ф | Сантош                               | Santosh                      | Рачна                         |
| 1989 | ф | Квартал                              | Ilaaka                       | миссис Дхарам Верма           |
| 1989 | ф | Рам и Лакхан                         | Ram Lakhan                   | миссис Шарда Пратап Сингх     |
| 1990 | ф | Потрясение                           | Jeevan Ek Sanghursh          | Сулакшна Деви Кумар           |
| 1991 | ф | Клятва                               | Saugandh                     | Ганга                         |
| 1991 | ф | Обвинение                            | Pratikar                     | Сарасвати Деви                |
| 1993 | ф | Оруженосец / Воины                   | Kshatriya                    | Махешвари Деви                |
| 1993 | ф | Сводные братья                       | Dil Ki Baazi                 | Нирмала Деви                  |
| 1993 | ф | Игра со смертью                      | Baazigar                     | Сима Чопра                    |
| 1993 | ф | Злодей                               | Khalnayak                    | Шобха                         |
| 1993 | ф | Плакальщица                          | Rudaali                      | Бхинки                        |
| 1995 | ф | Каран и Арджун                       | Karan Arjun                  | Дурга Сингх                   |
| 1995 | ф | Судьба                               | Kismat                       | Гита                          |
| 1996 | ф | Душа                                 | Jaan                         | Рукмини                       |
| 1997 | ф | Борьба за жизнь                      | Jeevan Yudh                  | миссис Рай                    |
| 1997 | ф | Ты в моем сердце                     | Ankhon Mein Tum Ho           | Ранимаа / Миссис Бурман       |
| 1997 | ф | Граница                              | Border                       | мать Дхарамвира               |
| 1998 | ф | Шам и Ганшам                         | Sham Ghansham                | Ганга                         |
| 1998 | ф | Месть сына / Наказание любовью       | Barood                       | Гаятри Шарма                  |
| 1998 | ф | Доброе имя                           | Soldier                      | Гита Мальхотра                |
| 1999 | ф | Бадшах                               | Baadshah                     | главный министр Гаятри Баччан |
| 1999 | ф | Как же быть сердцу                   | Dil Kya Kare                 | ?                             |
| 2001 | ф | Узы любви                            | Ek Rishtaa: The Bond of Love | Пратима Капур                 |
| 2003 | ф | В поисках возмездия                  | Talaash: The Hunt Begins     | Пурнима                       |
| 2003 | ф | Сердечная привязанность              | Dil Ka Rishta                | миссис Шарма                  |
| 2003 | ф | —                                    | Shubho Mahurat               | Ранга Пишима                  |

## Награды и Номинации
- 1973 — Номинирована Filmfare Award за лучшую женскую роль — «Сын и пасынок»[17]
- 1973 — Премия ассоциации бенгальских журналистов за лучшую женскую роль второго плана — «Камень на сердце»[18]
- 1974 — Filmfare Award за лучшую женскую роль второго плана — «Камень на сердце»[19]
- 1974 — Специальный приз для ведущей актрисы киноленты, награждённой Национальной кинопремией за лучший фильм на хинди — «Поезд №27»[20]
- 1977 — Номинирована Filmfare Award за лучшую женскую роль — «Любовь — это жизнь»[21]
- 1977 — Filmfare Award за лучшую женскую роль — Tapasya[22]
- 1978 — Номинирована Filmfare Award за лучшую женскую роль — «В тени прошлого»[23]
- 1978 — Номинирована Filmfare Award за лучшую женскую роль второго плана — «В тени прошлого»[23]
- 1979 — Номинирована Filmfare Award за лучшую женскую роль — «Непонимание»[24]
- 1980 — Номинирована Filmfare Award за лучшую женскую роль — «Возмездие»[25]
- 1982 — Номинирована Filmfare Award за лучшую женскую роль — «Призрачное счастье»
- 1983 — Номинирована Filmfare Award за лучшую женскую роль — «Шакти»[26]
- 1986 — Премия ассоциации бенгальских журналистов за лучшую женскую роль — «Парома»[27]
- 1986 — Номинирована Filmfare Award за лучшую женскую роль второго плана — «Сахиб»[28]
- 1990 — Filmfare Award за лучшую женскую роль второго плана — «Рам и Лакхан»[29]
- 1994 — Номинирована Filmfare Award за лучшую женскую роль второго плана — Anari[30]
- 1996 — Номинирована Filmfare Award за лучшую женскую роль второго плана — «Каран и Арджун»[31]
- 1998 — Номинирована Filmfare Award за лучшую женскую роль второго плана — «Граница»[32]
- 1999 — Номинирована Filmfare Award за лучшую женскую роль второго плана — «Доброе имя»[33]
- 2003 — Национальная кинопремия (Индия) за лучшую женскую роль второго плана — «Shubho Mahurat»[34]
- 2003 — Падма Шри за вклад в области кино[35]